# Karvakrol

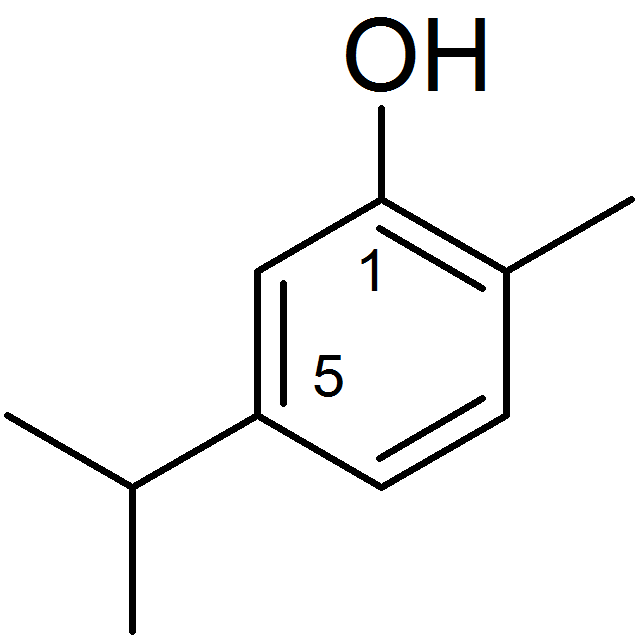
Strukturformel

Karvakrol, C6H3CH3(OH)(C3H7), är ett smakämne som finns i bland annat oregano, timjan och mejram.
Ämnet karvakrol angriper de proteiner som skyddar noroviruset, och då kan andra mediciner slå ut viruset har forskare vid universitet i Arizona konstaterat. Resultatet av studien, som letts av Kelly Bright som även poängterar att mer forskning krävs, har publicerats i Journal of applied microbiology.